# Lekturama
Lekturama was een Nederlandse uitgeverij van boeken. Deze boeken, vaak uitgebracht in series met een relatief lage kennismakingsprijs voor het eerste boek, werden als postorder verzonden en niet in de winkel verkocht.
Lekturama werd opgezet door de Rotterdamse zakenman Bram van Leeuwen (prince de Lignac) die ook de bedrijven Nederlands Talen Instituut (NTI, schriftelijke talencursussen) en Keurkoop (postorder) had opgericht. Lekturama was in de jaren 1970 gevestigd aan de Hilledijk in Rotterdam. In 1980 werd het bedrijf, samen met enkele gelijkaardige bedrijven (onder meer het al genoemde Keurkoop, NTI en het Belgische Concordia Mail) aangekocht door het Vendex-concern, het moederbedrijf van Vroom & Dreesmann. Voor het Van Leeuwen-imperium werd 120 miljoen dollar betaald. In 1993 ging Lekturama samen met het NTI en enkele maanden later werd de verlieslijdende combinatie afgestoten door Vendex, dat zich tot zijn kernactiviteiten wilde beperken.
In de jaren 1980 werd Lekturama verschillende malen op de vingers getikt door de Reclame Code Commissie en bekritiseerd door consumentenorganisaties vanwege de adverteer- en verkooppraktijken. Dit betrof in het bijzonder de prijzenfestivals, sweepstakes waarbij consumenten een ogenschijnlijk aanzienlijke kans op een grote prijs in het vooruitzicht werd gesteld als zij producten van Lekturama zouden afnemen.
Lekturama gaf veel boeken in serie uit, waaronder de series Meesters der schilderkunst, Wereldberoemde jeugdboeken, De Tweede Wereldoorlog en Algemene ontwikkeling voor jonge mensen met per boek een titel van de vorm ... en vele andere boeiende onderwerpen, dus deels over het onderwerp uit de titel en deels over van alles. Verder onder meer ook de 23-delige Grote Lekturama Wereldatlas en de 20-delige Nieuwe Geïllustreerde Lekturama Encyclopedie.
In 2011 kreeg Lecturama, een soortgelijk bedrijf als Lekturama (wellicht hetzelfde bedrijf met een nieuwe naam, of een doorstart) een waarschuwing van de Autoriteit Consument en Markt (ACM) naar aanleiding van klachten van consumenten over colportage. Het postorderbedrijf zegde toe de verkooppraktijk te wijzigen. In februari 2015 ging Lekturama in liquidatie. In juni van dat jaar legde ACM de uitgeverij een boete op van 745.000 euro vanwege het ongevraagd toezenden van vervolgzendingen en het overtreden van de telemarketingregels. De verkoop was in strijd met de Wet koop op afstand. Ook de leidinggevende, in dit geval de directeur/aandeelhouder, werd beboet met een bedrag van 300.000 euro. ACM werkte voor het dossier samen met de Belgische Economische Inspectie, de FOD Economie, die 592 klachten tegen Lecturama ontving in de periode 2006-2015.

## Lekturama's Luister Sprookjes en Vertellingen
Lekturama's Luister Sprookjes en Vertellingen bestond uit 39 gekartonneerde boeken met bijbehorende cassettebandjes in opbergbox. De sprookjes werden voorgelezen door Frans van Dusschoten en Trudy Libosan. 